# It Ain't Me, Babe
It Ain't Me, Babe är en låt skriven av Bob Dylan 1964. Låten kom först ut på albumet Another Side of Bob Dylan, men finns med på många andra samlingsalbum.
I filmen Blow från 2001 reciterar Johnny Depp hela andra versen av låten.

## Album
- Another Side of Bob Dylan - 1964
- Bob Dylan's Greatest Hits - 1967
- Before the Flood - 1974
- Masterpieces - 1978
- Real Live - 1984
- Biograph - 1985
- The 30th Anniversary Concert Celebration - 1993
- The Essential Bob Dylan - 2000
- The Bootleg Series Vol. 5: Bob Dylan Live 1975, The Rolling Thunder Revue - 2002
- Dylan - 2007

## Covers
- Joan Baez
- Johnny Cash
- June Carter
- Tyler Hilton
- The Turtles
- Nancy Sinatra
- Peter, Paul & Mary
- Fleet Foxes
- Hederos & Hellberg
- Bryan Ferry